# Fête de la boue de Boryeong

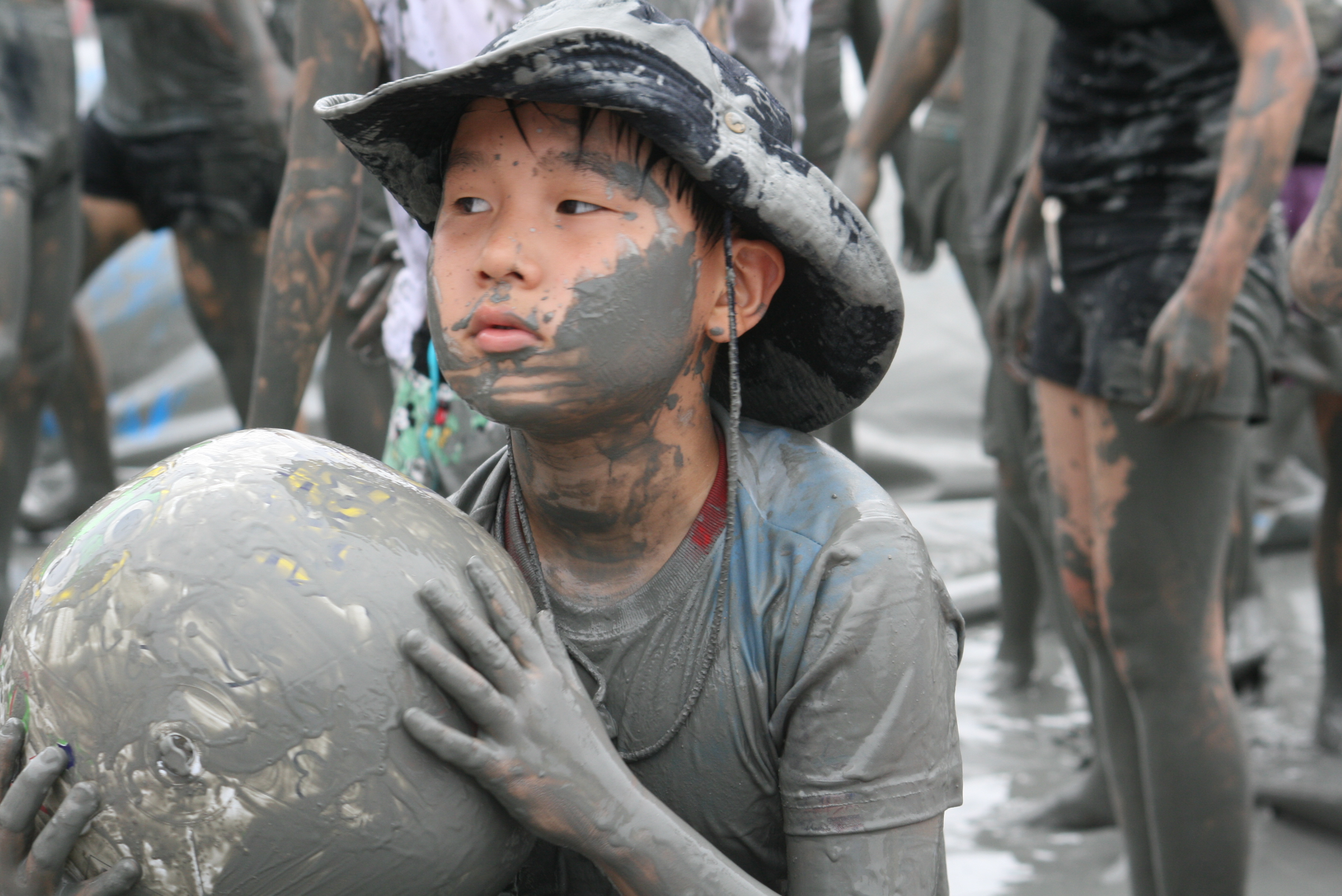
Fête de la boue 2008.

La Fête de la boue de Boryeong (en hangeul : 보령머드축제), en Corée du Sud, est un festival annuel se tenant chaque été, à la fin du mois de juillet.

## Historique
Le premier évènement eut lieu 1998 et accueillit 2,2 millions de visiteurs en 2007. D'une durée de 4 jours en 1998, le festival s'est étendu sur 8 jours  2009. Cet évènement vante la promotion de la production locale d'une boue cosmétique naturelle qui, après conditionnement, se distingue des autres par une haute teneur en germanium, en bentonite et autres minéraux. Cependant, des grandes structures gonflables et des bains remplis de boue où les visiteurs jouent sont les principaux attraits de ce festival. Des concerts et d'autres démonstrations culturelles agrémentent la fête.
La boue est extraite près de Boryeong, acheminée vers la plage de Daecheon et déversée dans un Espace d'expérience de boue.

## Galerie

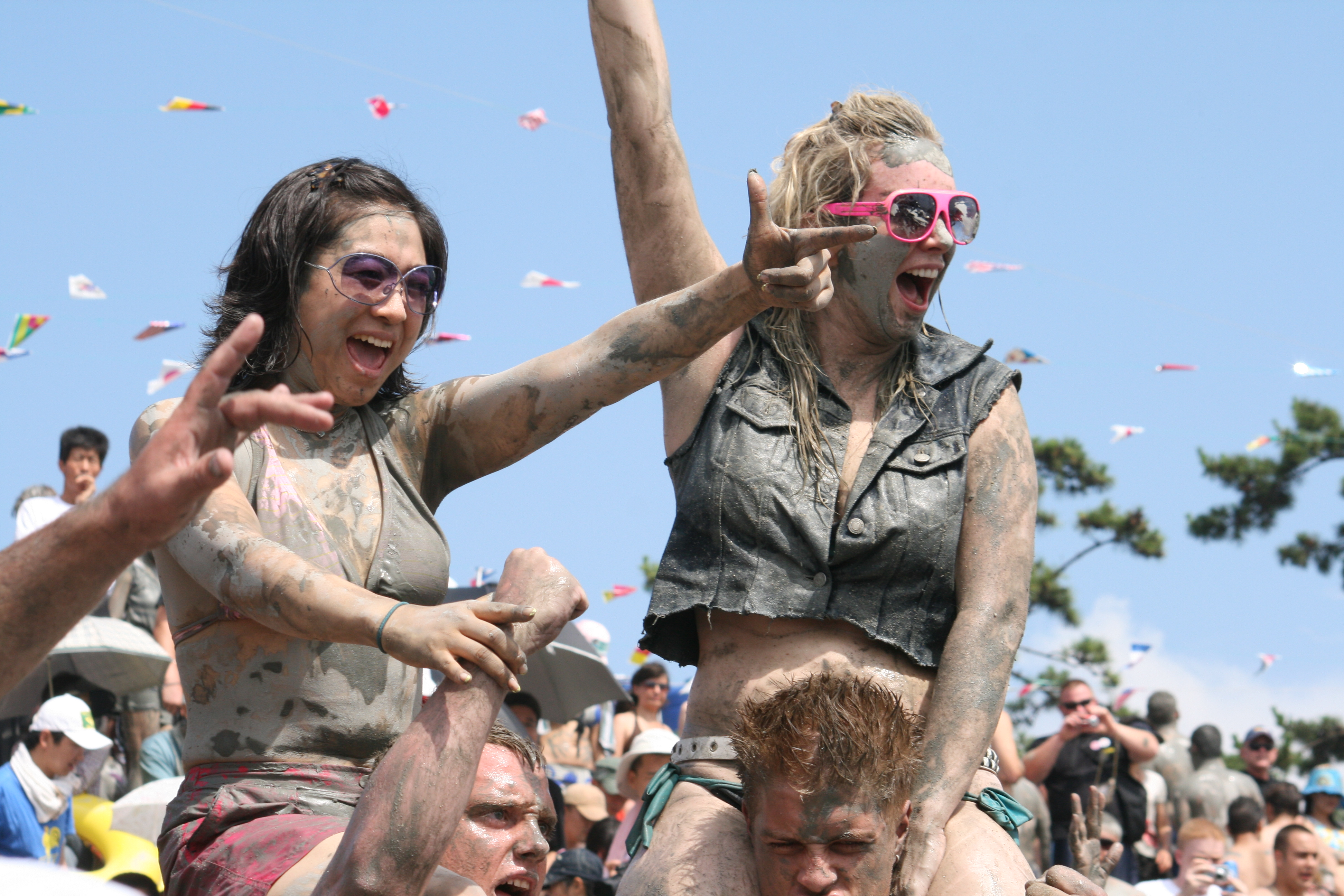
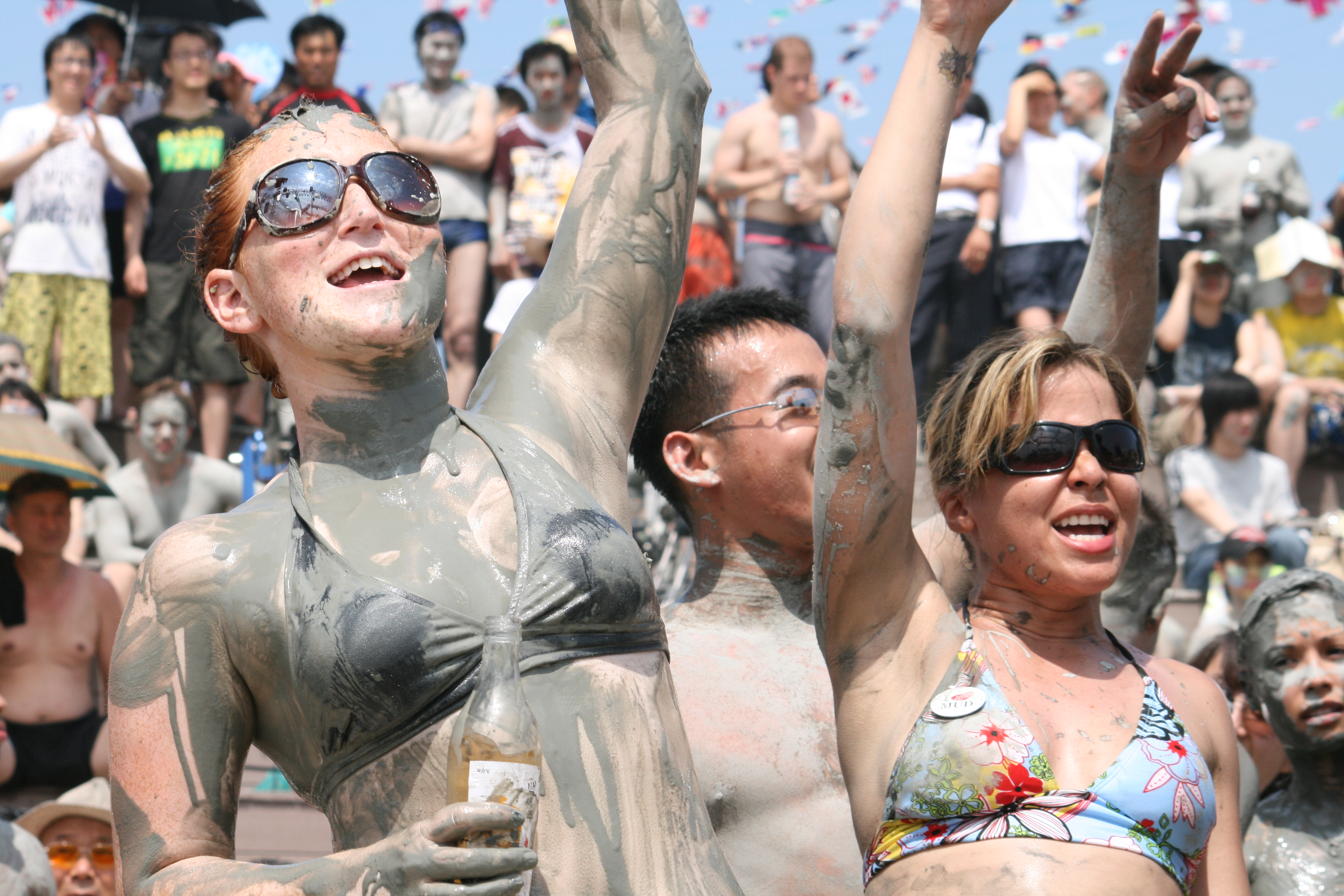
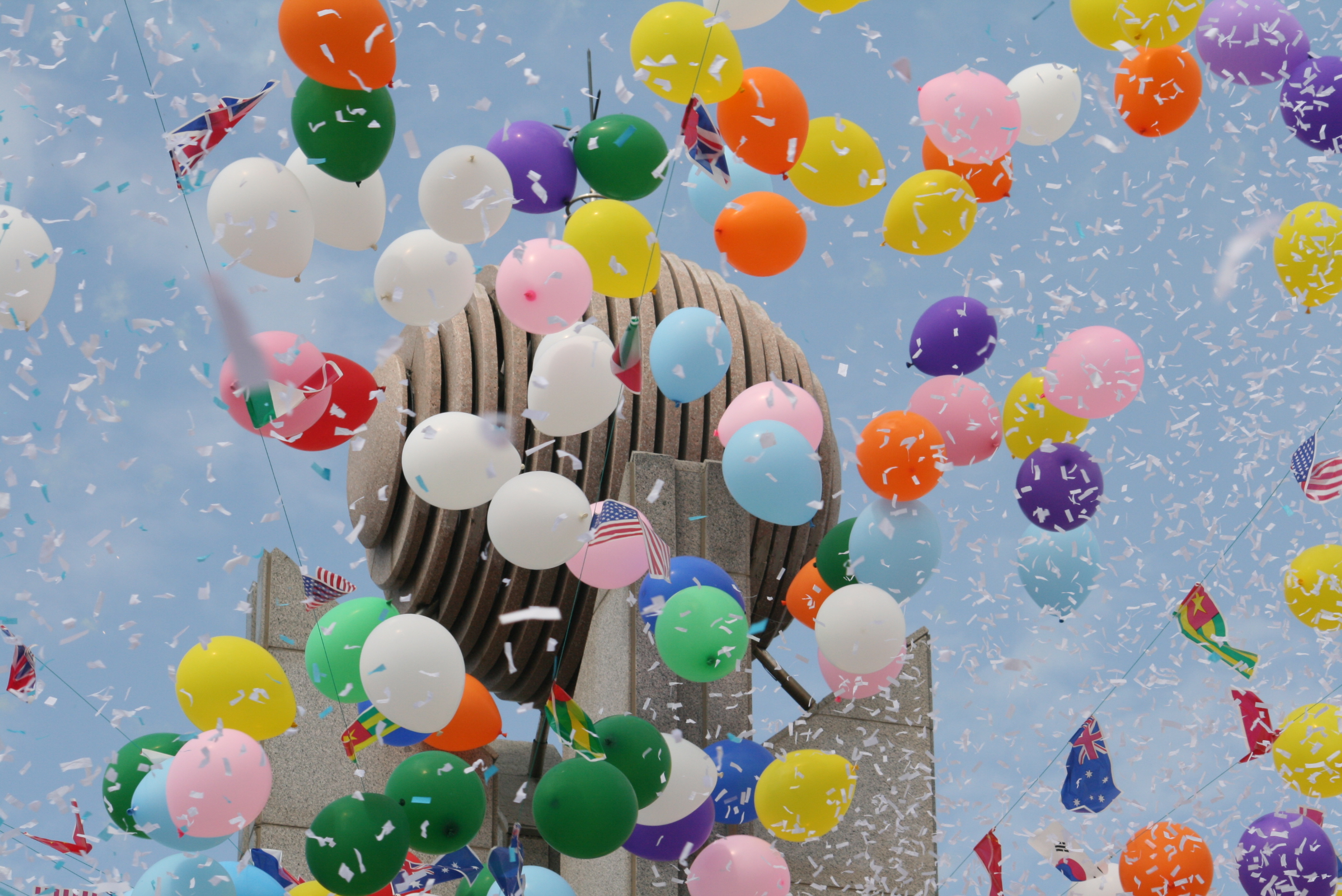
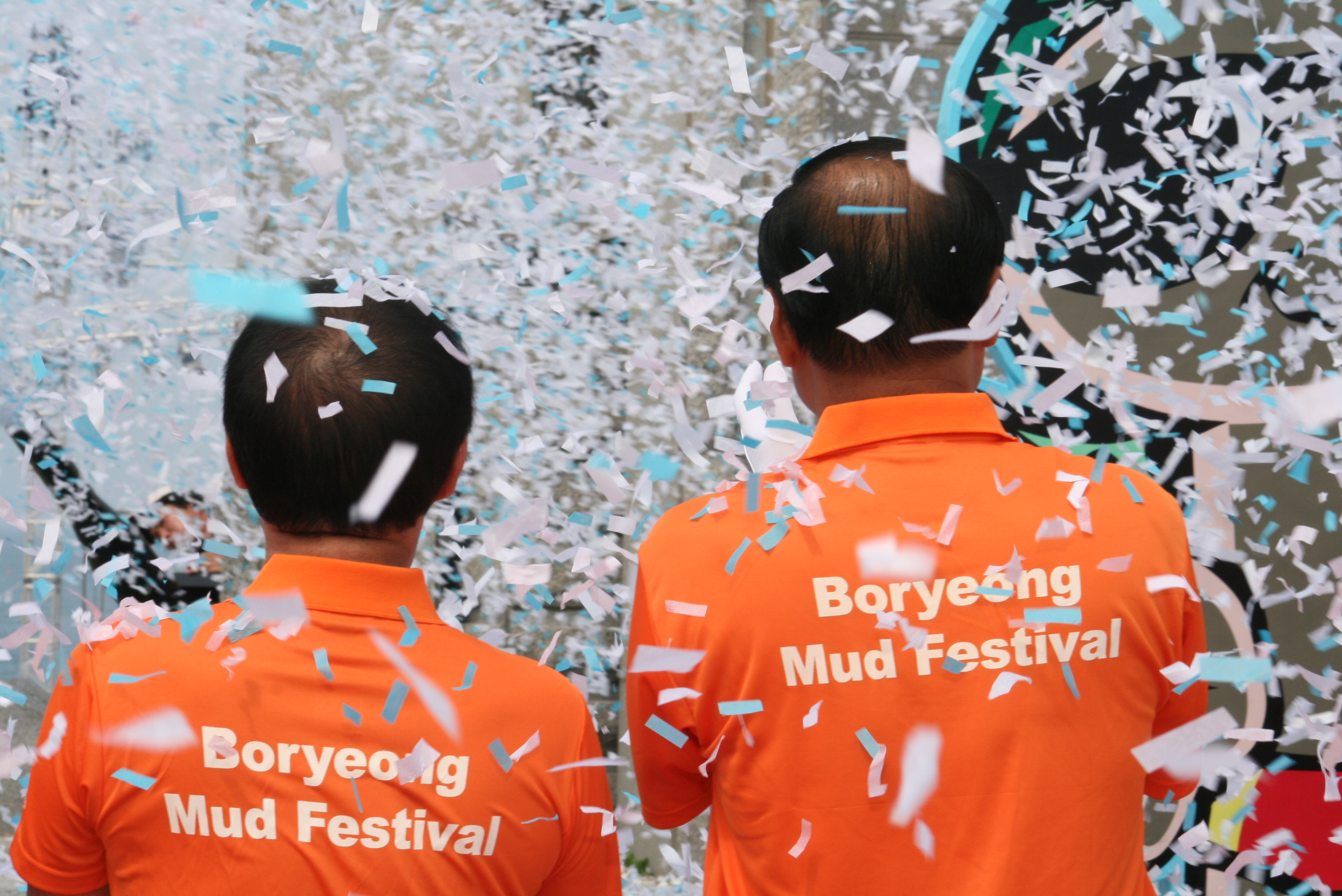
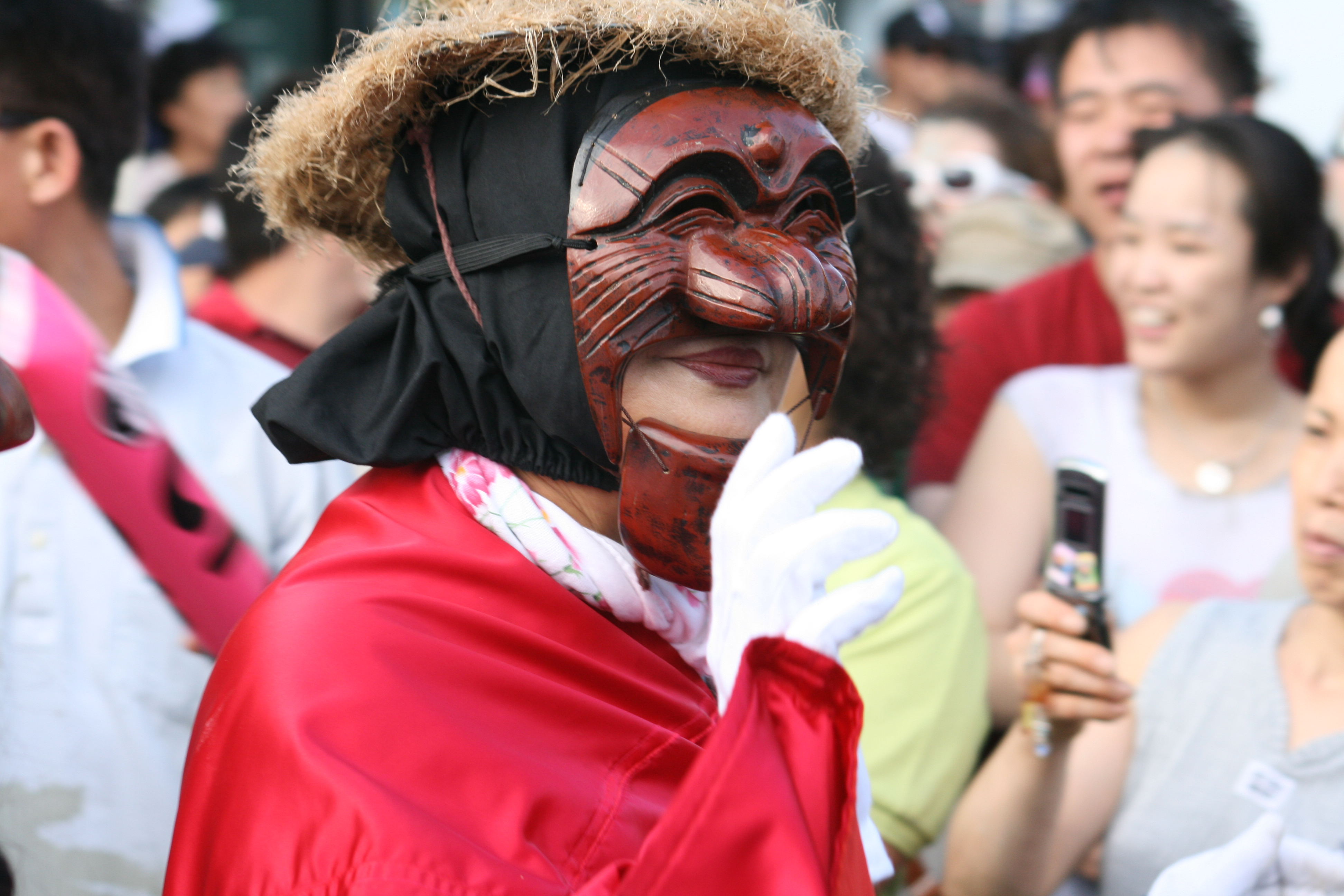
Masque hahoetal
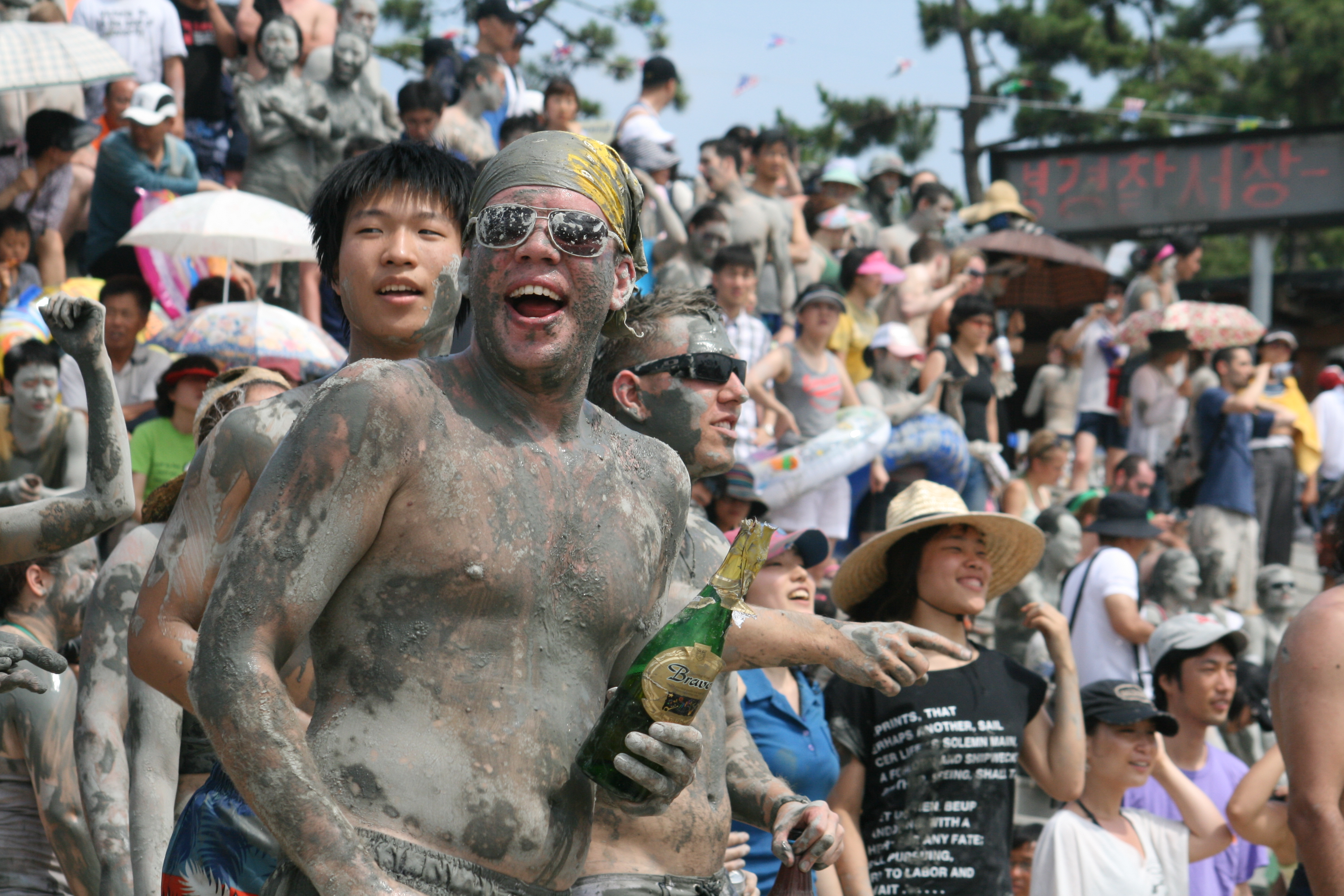
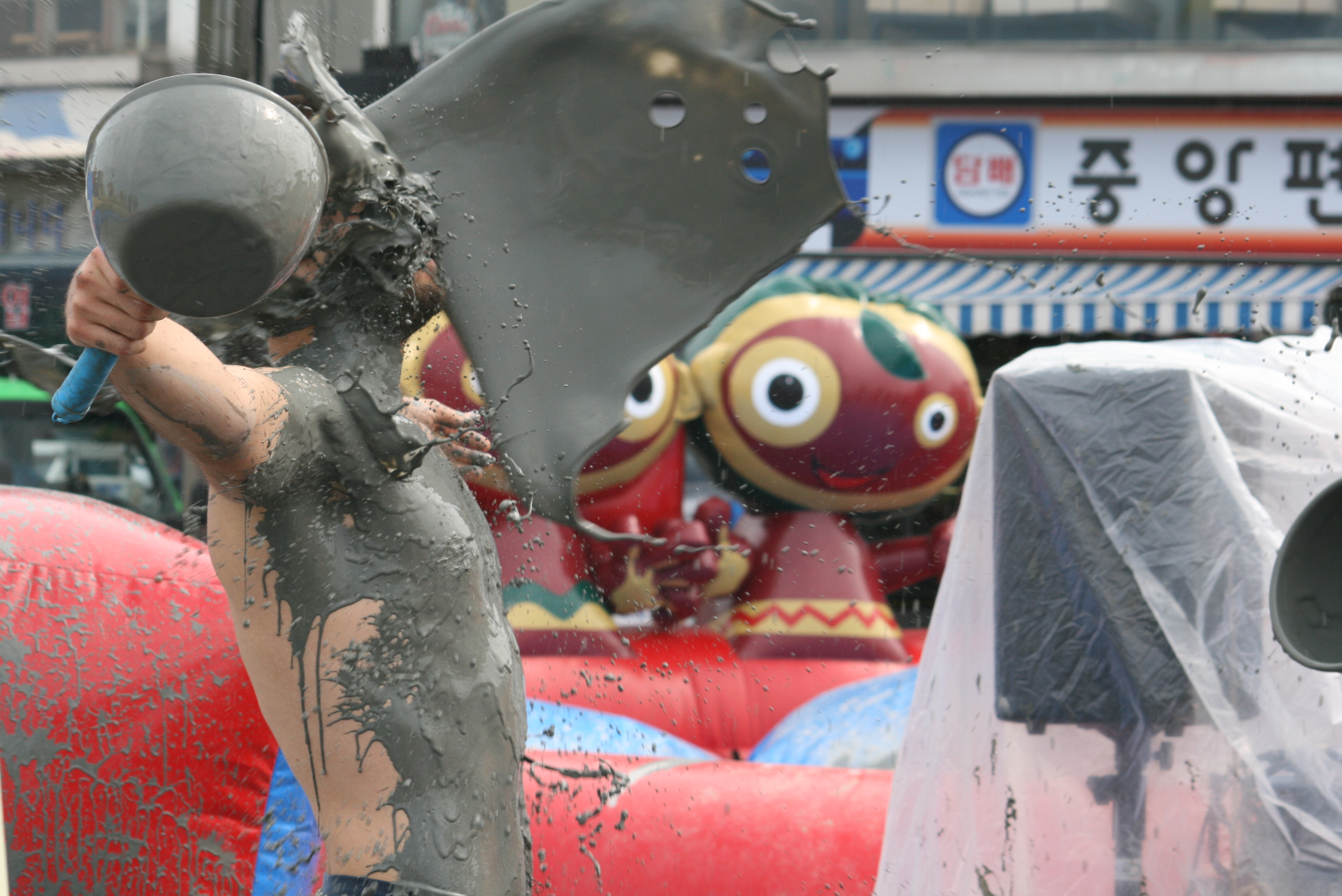
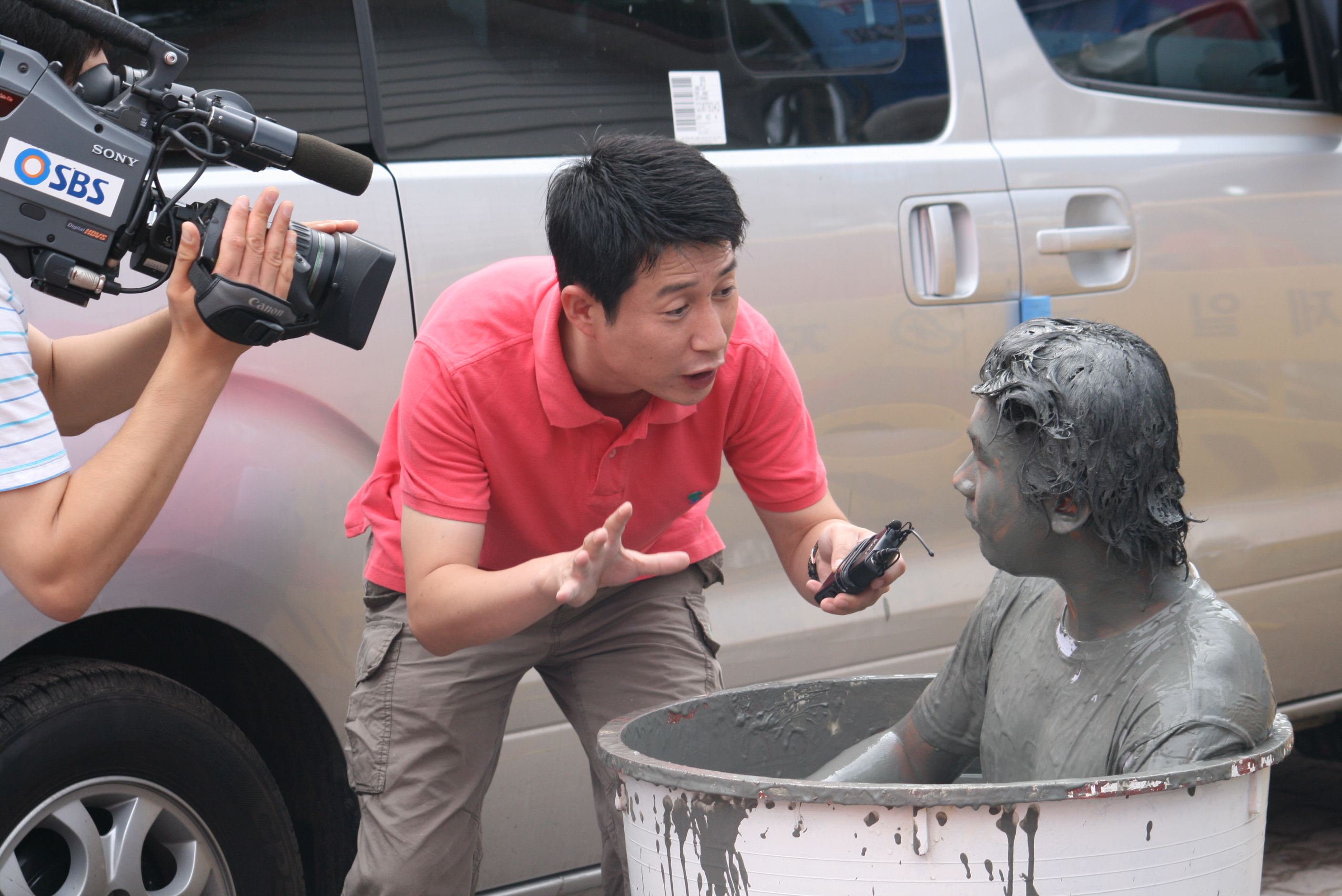
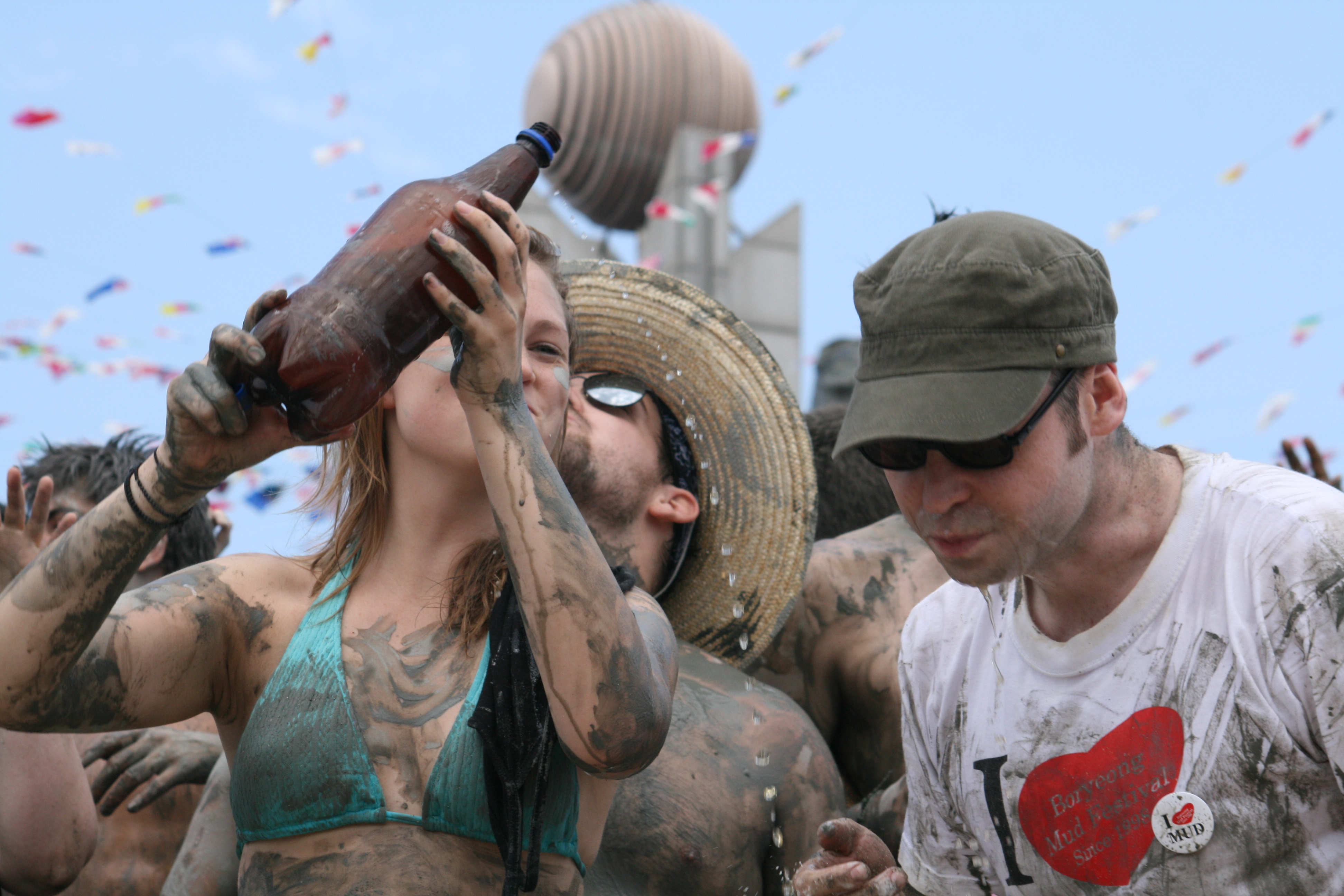
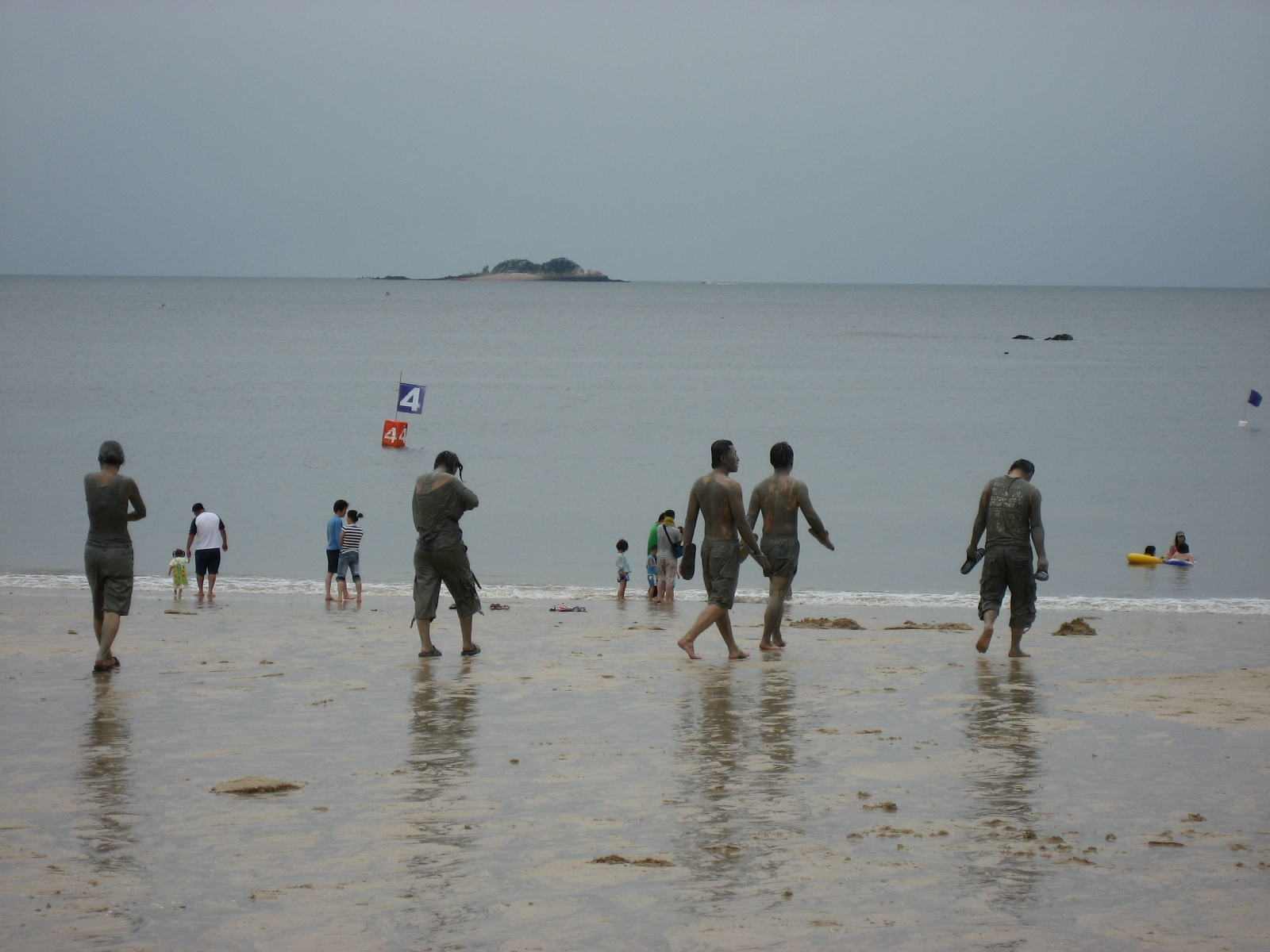
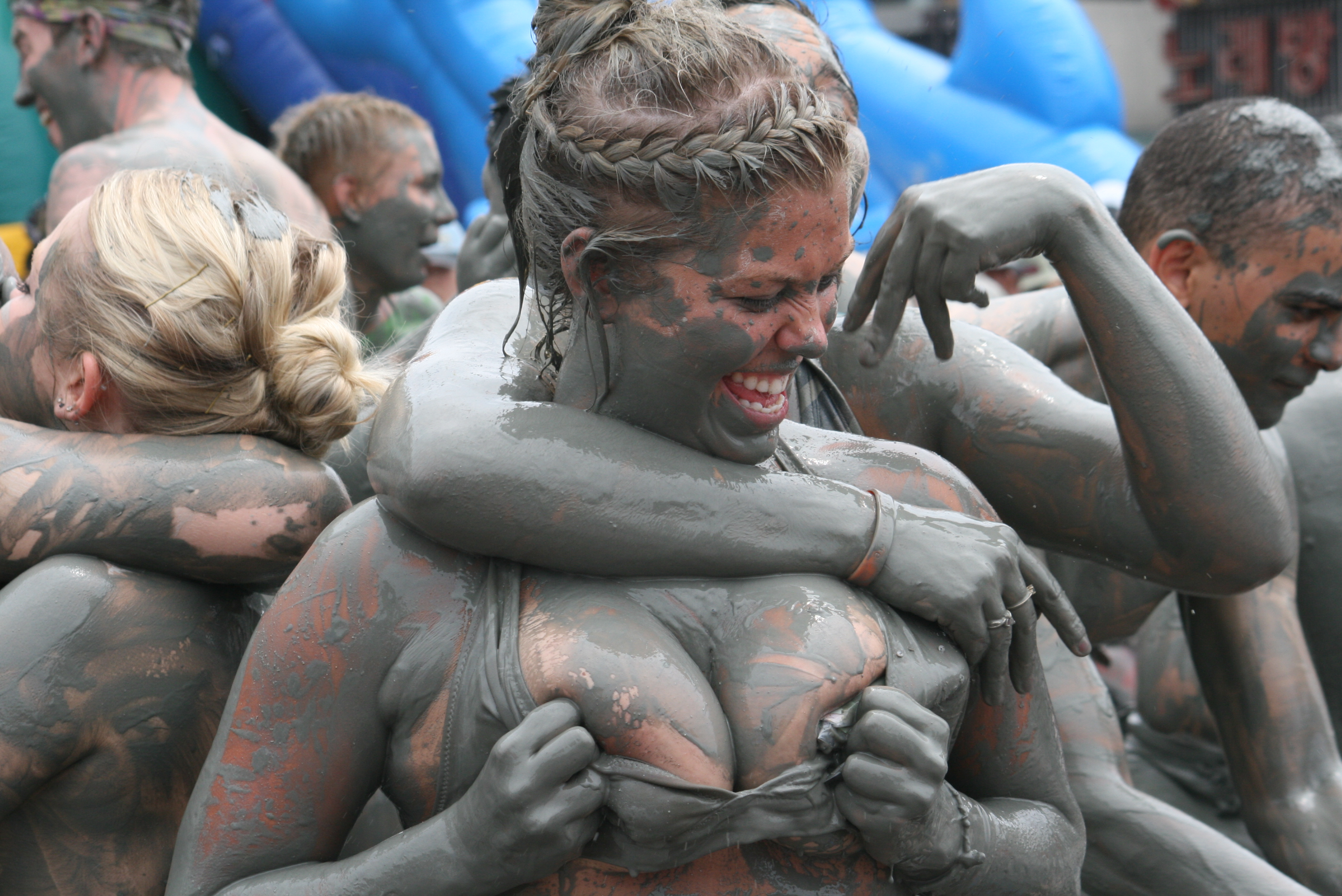